# Чёрная (приток Вятки)
Чёрная — река в России, протекает по Омутнинскому району Кировской области. Устье реки находится в 1154 км от устья реки Вятки по левому берегу. Длина реки составляет 38 км, площадь водосборного бассейна — 218 км². В 10 км от устья принимает слева реку Малую Чёрную.
Исток реки расположен на Верхнекамской возвышенности в болотах в 7 км к северо-востоку от посёлка Чёрная Холуница. Река течёт на северо-восток, всё течение проходит по ненаселённому заболоченному лесному массиву. Притоки — Микряковка (правый), Малая Чёрная (левый). Впадает в Вятку в 3 км к северо-западу от посёлка Песковка.

## Данные водного реестра
По данным государственного водного реестра России, река Чёрная относится к Камскому бассейновому округу, водохозяйственный участок реки — Вятка от истока до города Киров, без реки Чепца, речной подбассейн реки — Вятка. Речной бассейн реки — Кама.
Код объекта в государственном водном реестре — 10010300212111100030115.